# Kepler-32 c
Kepler-32 c est un Planète géante gazeuse, orbitant autour d'une naine rouge située à environ 1 056 années-lumière (323,85 pc) de la Terre avec une magnitude apparente de 16,36.

## Caractéristiques physiques
L'exoplanète se distingue par sa masse modérée de 0,50 MJ, son rayon compact de 0,18 RJ et sa température de 451 K.

## Orbite
Elle orbite à 0,09  unité astronomique de son étoile, une distance comparable à celle de Mercure dans le système solaire.

## Découverte
L'exoplanète a été découverte par la méthode du transit en 2011.

## Habitabilité
Les conditions d'habitabilité de cette exoplanète ne sont pas déterminées ou ne sont pas connues.